# Elizabeth Becker-Pinkston
Elizabeth Becker-Pinkston, coneguda com a Betty Becker-Pinkston, (Filadèlfia, Estats Units 1903 - Detroit 1989) fou una saltadora estatunidenca, guanyadora de tres medalles olímpiques.

## Biografia
Va néixer el 6 de març de 1903 a la ciutat de Filadèlfia, població situada a l'estat de Pennsilvània. Es casà amb el també saltador i medallista olímpic Bud Pinkston, del qual en prengué el nom.
Va morir el 6 d'abril de 1989 a la ciutat de Detroit, població situada a l'estat de Michigan.

## Carrera esportiva
Va participar, als 21 anys, en els Jocs Olímpics d'Estiu de 1924 realitzats a París (França), on va aconseguir guanyar la medalla d'or en el Trampolí de 3 metres i la medalla de plata en la palanca de 10 metres. Participà en els Jocs Olímpics d'Estiu de 1928 realitzats a Amsterdam (Països Baixos), on va aconseguir guanyar la medalla d'or en la palanca de 10 metres.
El 1967 fou inclosa a l'International Swimming Hall of Fame.